# 中国中央电视台戏曲频道 (海外)
中国中央电视台戏曲频道（海外版），呼号为中国中央电视台戏曲频道（CCTV-戏曲），于2004年10月1日开播，是中国中央电视台拥有的一条以普通话（中文）为主的一个面向海外华人观众进行广播的中文戏曲频道。该频道目前主要是通过中国卫星电视长城平台向海外地区传播（通过台标和卫星输送平台通道亦能识别出版本）。
与国内版的CCTV-11不同的是，该海外频道全天播出中国各种类型的戏剧。在逢年除夕夜也会和CCTV-11并机播出《春节戏曲晚会》。